# Byzantium
Byzantium (tiếng Hy Lạp: Βυζάντιον, Byzántion; Latin: BYZANTIVM) là một thành phố Hy Lạp cổ đại, được thành lập bởi thực dân Hy Lạp từ Megara trong 667 trước Công nguyên và được đặt tên theo vua của họ là Byzas (tiếng Hy Lạp: Βύζας, Býzas, thuộc cách Βύζαντος, Býzantos). Tên Byzantium được Latin hóa của tên ban đầu Byzantion. Thành phố được đổi tên thành Constantinopolis và sau một thời gian ngắn đã trở thành nơi ở của hoàng đế La Mã cổ điển, và rồi sau đó là, trong hơn một ngàn năm, thủ đô của đế chế Byzantine, Đế chế La Mã nói tiếng Hy Lạp của thời cổ và cuối thời Trung Cổ. Constantinople đã bị chiếm bởi người Thổ Ottoman, trở thành thủ đô của đế chế của họ, vào năm 1453. Tên của thành phố đã chính thức thay đổi đến Istanbul vào năm 1930 sau khi thành lập Thổ Nhĩ Kỳ hiện đại.